# Goran Kreso
Goran Kreso (* 28. März 1994) ist ein österreichischer Fußballspieler kroatischer Abstammung.

## Karriere
Kreso begann seine Karriere beim SC Red Star Penzing. Zwischen 2003 und 2008 spielte er für den Favoritner AC. 2008 wechselte er zum FC Red Bull Salzburg, für den er auch in der Akademie spielte. Im Mai 2012 debütierte er für die Zweitmannschaft in der Regionalliga. Im Sommer 2012 wechselte er zum FC Liefering, dem Farmteam der „Bullen“. Mit Liefering konnte er in der Saison 2012/13 Meister der Regionalliga West werden und somit in den Profifußball aufsteigen. Im Sommer 2013 wechselte er zu den Amateuren des SK Rapid Wien.
Zur Saison 2015/16 wechselte er zum SV Horn. Mit den Hornern wurde er in jener Saison Meister der Regionalliga Ost und stieg somit in den Profifußball auf. Im Sommer 2016 schloss er sich dem neuen Ligakonkurrenten Floridsdorfer AC an. Sein Debüt in der zweiten Liga gab er am fünften Spieltag der Saison 2016/17 gegen den SV Horn, als er in der Nachspielzeit für Flavio eingewechselt wurde.
Im Jänner 2017 wechselte er zum Regionalligisten ASK Ebreichsdorf. Zur Saison 2017/18 wechselte er zum viertklassigen SV Leobendorf.